# 沙普利超星系團

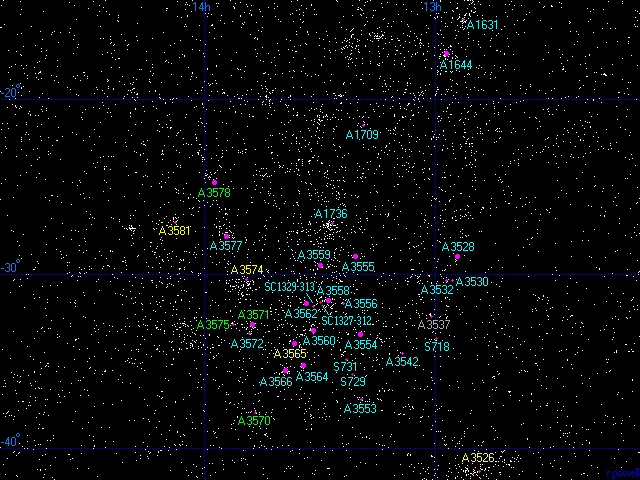
沙普利超星系團的星圖。

沙普利超星系團（沙普利濃稠區）是在我們鄰近的宇宙空间中形成一個重力互動、星系最濃稠的單位。其庞大的星系密度使其凝聚在一起而压制了擴展中的宇宙本身带来的空间膨胀。沙普利超星系團在星系的分布上看起來是集中在半人馬座的方向上，距離銀河系大約6億5千萬光年遠。
最近，沙普利超星系團被Somak Raychaudhury使用在英國劍橋大學的自動化的乾版測量設備（APM），從聯合王國施密特望遠鏡巡天調查的乾版中再度發現。在這篇論文中，這個超星系團被命名為哈洛·沙普利，因為這個星系的集中區是他在早期的探勘工作中首先發現的。大約在同時，和他的共同工作夥伴也注意到在艾伯耳星系團表的星系團中有一個星系特別集中的區域：他們稱之為阿爾法集中區。

## 歷史
在1920年代末期，哈洛·沙普利和他在哈佛大學天文台的伙伴開始使用位於南非布隆泉的24-英吋布魯斯望遠鏡研究南半球星空的星系。在1932年，沙普利報告他們從觀板上的統計，在南半球三分之一的天空中發現了76,000個視星等超過18等的星系。稍後這些數據被作為哈佛星系統計數據的一部份出版了，意欲摽獻出星系的遮蔽現象和星系在天空中的密度。
在這份目錄中，沙普利可能已經看出了'后髮-室女雲'（現在知道是后髮座超星系團和室女座超星系團疊加在一起），但是發現在半人馬座中因為星系集中形成的'雲'是最醒目的。他發現並且最感興趣的是令人驚嘆的線性維度，許多星系的分布明顯的在延伸上的獨特形式。這可以讓我們清楚的分辨出何處可以作為我們現在所知道的沙普利超星系團的核心。沙普利估計到這朵雲的距離是從室女座星系團平均直徑的14倍遠。

## 目前的關注
沙普利超星系團躺在非常接近本星系群（包含我們的銀河系）的方向上，並且相對於CMB框架在移動。這使得沙普利超星系團中的許多成員也許是一個主要的特殊運動（巨引源）的成因之一，並且導致了超星系團中巨大的重力牽引。

## 外部連結
- Shapley Supercluster （页面存档备份，存于） at Atlas of the Universe
- . Consiglio Nazionale delle Ricerche (CNR). Istituto di Radioastronomia (IRA). （原始内容存档于March 26, 2007）.
- Harvard College Observatory (HCO)  （页面存档备份，存于）
- . University of Hawaii. IFA. Jan 11, 2006  [2022-04-16]. （原始内容存档于2021-08-08）. Part of Abell 3558, the galaxy cluster at the center of the Shapley Supercluster, the largest mass concentration in the observable Universe
- . Istituto Nazionale di Astrofisica. Osservatorio Astronomico di Capodimonte.   [2022-04-16]. （原始内容存档于2022-04-14）.
- . Nature Astronomy. Jan 30, 2017, 1 (36): 0036. Bibcode:2017NatAs...1E..36H. S2CID 7537393. arXiv:1702.02483 . doi:10.1038/s41550-016-0036.